# Рыто
Рыто — деревня в Старорусском районе Новгородской области в составе Залучского сельского поселения.

## География
Находится в южной части Новгородской области на расстоянии приблизительно 52 км на юг-юго-восток по прямой от районного центра города Старая Русса.

## История
На карте 1840 года уже была обозначена. В 1908 году здесь (Старорусский уезд Новгородской губернии) было учтено 18 дворов.

## Население
Численность населения: 103 человека (1908 год), 11 (русские 96 %) в 2002 году, 2 в 2010.